# Японская летучая рыба
Японская летучая рыба, или дальневосточный длиннокрыл (лат.  Cheilopogon agoo), — вид лучепёрых рыб из семейства летучих рыб (Exocoetidae). Эпипелагическая прибрежная стайная рыба. Максимальная длина тела 35 см.

## Описание
Тело вытянутое, несколько сжатое с боков. Грудные плавники заходят за конец основания спинного плавника. В спинном плавнике 10—12 мягких лучей, а в анальном плавнике 9—11 мягких лучей . Хвостовой плавник вильчатый, нижняя лопасть длиннее верхней.
Окраска тела серебристо-голубая, спина несколько темнее. В средней части спинного плавника неясно выраженное тёмное пятно. 

## Ареал
Распространены в субтропических водах у побережья юга Японии и Тайваня.

## Биология
Пелагическая морская рыба, обитает в прибрежной неретической зоне. Нерестится с середины апреля до конца октября. Икру диаметром около 2 мм откладывают на водоросли и плавающие предметы. На оболочке икринок имеется до 40 нитевидных отростков.

## Хозяйственное значение
Ценная промысловая рыба. Ловят жаберными и дрифтерными сетями в период нереста в начале лета. В начале 2000-х годов мировые уловы достигали 6—9,6 тыс. тонн. Реализуется в свежем виде. Используется в китайской медицине.